# Breuil-Magné
Breuil-Magné är en kommun i departementet Charente-Maritime i regionen Nouvelle-Aquitaine i västra Frankrike. Kommunen ligger  i kantonen Rochefort-Nord som ligger i arrondissementet Rochefort. År 2022 hade Breuil-Magné 1 891 invånare.

## Befolkningsutveckling
Antalet invånare i kommunen Breuil-Magné
Referens:INSEE